# Emirates Skycargo
Emirates Skycargo, stiliserat som Emirates SkyCargo, är ett fraktflygbolag från Dubai i Förenade Arabemiraten.
Flygbolaget trafikerade Göteborg-Landvetter flygplats i Sverige fram till 1 juli 2014 då de två flygplanen i veckan flyttades till Köpenhamn. Emirates Skycargo är en del av flygbolaget Emirates och de har även lagt beställning på 10 stycken Boeing 747-8F

## Flotta
| Flygplan          | Antal | Beställningar | Lastkapacitet | Ur tjänst |
| ----------------- | ----- | ------------- | ------------- | --------- |
| Boeing 747-400F   | 0     | 0             | 117 ton       | 4         |
| Boeing 747-400ERF | 0     | 0             | 117 ton       | 3         |
| Boeing 747-8F     | 0     | 10            | 140 ton       |           |
| Boeing 777F       | 11    | 5             | 103 ton       |           |
| Boeing 777ER/SF   | 0     | 10            |               |           |